# Rue Vieille-du-Temple
Rue Vieille-du-Temple är en gata i Quartier des Archives, Quartier Saint-Gervais och Quartier des Enfants-Rouges i Paris 3:e och 4:e arrondissement. Rue Vieille-du-Temple, som börjar vid Rue de Rivoli 36 och slutar vid Rue de Bretagne 1, har fått sitt namn av att gatan ledde till Maison du Temple och Tour du Temple.

## Omgivningar
- Notre-Dame-des-Blancs-Manteaux
- Rue des Blancs-Manteaux
- Square Charles-Victor-Langlois
- Impasse de l'Hôtel-d'Argenson
- Impasse des Arbalétriers

## Bilder
| - Mordet på Ludvig av Orléans vid Rue Vieille-du-Temple år 1407. - Oxöga vid Rue Vieille-du-Temple. - Notre-Dame-des-Blancs-Manteaux. - Square Charles-Victor-Langlois. |

## Kommunikationer
- Tunnelbana – linjerna   – Hôtel de Ville
- Tunnelbana – linjerna  – Filles du Calvaire
- Busshållplats Rue Vieille-du-Temple – Paris bussnät, linje 29

### Webbkällor
- ”Rue Vieille-du-Temple”. Mairie de Paris. http://www.v2asp.paris.fr/commun/v2asp/v2/nomenclature_voies/Voieactu/9778.nom.htm. Läst 19 april 2021.
- ”Rue Vieille-du-Temple”. Les rues de Paris. https://www.parisrues.com/rues03/paris-03-rue-vieille-du-temple.html. Läst 19 april 2021.